# Rudolf Ahorn
Rudolf Ahorn (* 20. Januar 1890 in Mannheim; † 29. August 1914 in Saint-Dié-des-Vosges, Frankreich), „Spitzer“ genannt, war ein deutscher Fußballspieler. 

## Karriere
Ahorn, gelernter Maschinentechniker, gehörte von 1907 bis 1914 dem FC Stuttgarter Kickers an, für den er in den vom Verband Süddeutscher Fußball-Vereine organisierten Meisterschaften im Gau Schwaben in der regional höchsten Spielklasse Punktspiele bestritt. Während seiner Vereinszugehörigkeit gewann er mit der Mannschaft fünf regionale Meisterschaften, darunter zweimal die Süddeutsche Meisterschaft. Mit diesen beiden Erfolgen war er jeweils als Teilnehmer an der Endrunde um die Deutsche Meisterschaft qualifiziert. Mit der Mannschaft erreichte er zunächst das am 7. Juni 1908 in Berlin angesetzte Finale gegen den BTuFC Viktoria 89, nachdem er alle drei Endrundenspiele und das mit 5:2 gewonnene Wiederholungsspiel gegen den Freiburger FC – die Begegnung zuvor wurde annulliert – bestritten hatte. Das Finale auf dem Germania-Platz vor 4.000 Zuschauern wurde mit 1:3 verloren; er erzielte, wie schon in den vorangegangenen Endrundenspielen, mit dem Anschlusstreffer zum 1:2 in der 86. Minute, „sein“ Tor – insgesamt sein viertes. Bei seiner zweiten Endrundenteilnahme bestritt er lediglich das am 20. April 1913 in Frankfurt am Main gegen den Duisburger SpV mit 1:2 verlorene Viertelfinalspiel.

## Erfolge
- Finalist Deutsche Meisterschaft 1908
- Süddeutscher Meister 1908, 1913
- Südkreismeister 1908, 1913
- Schwäbischer Meister 1908

## Sonstiges
Ahorn, mit Beginn des Ersten Weltkriegs zum Wehrdienst herangezogen, fiel als Soldat im französischen Saint-Dié-des-Vosges im Kriegsjahr 1914.